# Pristomerus petrovae
Pristomerus petrovae är en stekelart som beskrevs av Kusigemati 1988. Pristomerus petrovae ingår i släktet Pristomerus och familjen brokparasitsteklar. Inga underarter finns listade i Catalogue of Life.